# Meister Altswert
Meister Altswert (tätig in der 2. Hälfte des 14. Jahrhunderts) war ein deutscher Minnesänger und Lehrdichter, der wohl aus dem Elsass stammte, nicht dem Adelsstand angehörte und vermutlich Vagant war. Die vier von ihm überlieferten Minnereden bzw. Minneallegorien Das alte Schwert, Der Kittel, Der Tugenden Schatz und Der Spiegel entsprechen dem typischen Zeitstil. Sie beklagen unter dem Einfluss Hadamars von Laber den Niedergang der höfischen Sitten und des Minnewesens.